# Goo (album)
Pour les articles homonymes, voir Goo.
Albums de Sonic Youth
Daydream Nation
(1988) Dirty
(1992)
Goo est un album du groupe Sonic Youth sorti en 1990. C'est le premier disque du contrat de Sonic Youth avec DGC/Geffen. L'album a été réédité en 2005 dans une version deluxe, contenant l'album original remasterisé, des faces B, des démos et d'autres inédits, plus un livret contenant des photos et textes.

## Historique
On peut noter la présence de Jay Mascis de Dinosaur Jr sur trois titres, et de Chuck D de Public Enemy sur Kool Thing (il faut signaler qu'il était assez rare à l'époque de retrouver un rappeur sur un disque de rock). Le groupe est mécontent de la production de cet album, ce qui l'a poussé à distribuer les démos via son fan-club dans le bootleg officiel Goo Demos. Tous les morceaux du disque ont un clip, qui ont été publiés dans une compilation.

## Liste des titres
1. Dirty Boots - 5:28
2. Tunic (Song for Karen) - 6:22
3. Mary-Christ - 3:11
4. Kool Thing - 4:06
5. Mote - 7:37
6. My Friend Goo - 2:19
7. Disappearer - 5:08
8. Mildred Pierce - 2:13
9. Cinderella's Big Score - 5:54
10. Scooter + Jinx - 1:06
11. Titanium Exposé - 6:24

### Deluxe Edition

#### Version CD
- CD 1

1. Dirty Boots - 5:29
2. Tunic (Song for Karen) - 6:21
3. Mary-Christ - 3:11
4. Kool Thing - 4:06
5. Mote - 7:37
6. My Friend Goo - 2:20
7. Disappearer - 5:08
8. Mildred Pierce - 2:13
9. Cinderella's Big Score - 5:54
10. Scooter + Jinx - 1:05
11. Titanium Expose - 6:26
12. Lee #2 - 3:31
13. That's All I Know (Right Now) - 2:20
14. The Bedroom - 3:42
15. Dr. Benway's House - 1:17
16. Tuff Boyz - 5:39

- CD 2

1. Tunic - 6:44
2. Number One (Disappearer) - 4:57
3. Titanium Expose - 4:43
4. Dirty Boots - 6:37
5. Corky (Cinderella's Big Score) - 7:49
6. My Friend Goo - 2:31
7. Bookstore (Mote) - 4:14
8. Animals (Mary-Christ) - 3:02
9. DV2 (Kool Thing) - 4:17
10. Blowjob (Mildred Pierce) - 8:52
11. Lee #2 - 3:30
12. I Know There's an Answer - 3:10
13. Can Song - 3:17
14. Isaac - 2:36
15. Goo Interview Flexi - 6:03

#### Version vinyle
- Volume 1

1. Dirty Boots - 5:29
2. Tunic (Song For Karen) - 6:21
3. Mary-Christ - 3:11
4. Kool Thing - 4:06

1. Mote - 7:37
2. My Friend Goo - 2:20
3. Disappearer - 5:08
4. Mildred Pierce - 2:13

- Volume 2

1. Cinderella's Big Score - 5:54
2. Scooter + Jinx - 1:05
3. Titanium Expose - 6:26

1. Lee #2 - 3:31
2. That's All I Know (Right Now) - 2:20
3. The Bedroom - 3:42
4. Dr. Benway's House - 1:17
5. Tuff Boyz - 5:39

- Volume 3

1. Tunic - 6:44
2. Number One (Disappearer) - 4:57
3. Titanium Expose - 4:43

1. Dirty Boots - 6:37
2. Corky (Cinderella's Big Score) - 7:49
3. My Friend Goo - 2:31

- Volume 4

1. Bookstore (Mote) - 4:14
2. Animals (Mary-Christ) - 3:02
3. DV2 (Kool Thing) - 4:17
4. Blowjob (Mildred Pierce) - 8:52

1. Lee #2 - 3:30
2. I Know There's an Answer - 3:10
3. Can Song - 3:17
4. Isaac - 2:36
5. Goo Interview Flexi - 6:03

## Musiciens
- Kim Gordon - Basse/Chant
- Thurston Moore - Guitare/Chant
- Lee Ranaldo - Guitare/Chant
- Steve Shelley - Batterie

### Autres musiciens
- Jay Mascis - Chant sur Tunic (Song for Karen), Mote et My Friend Goo
- Don Fleming - Percussions/Chant sur Dirty Boots et Disappearer
- Chuck D - Chant sur Kool Thing
- Nick Sansano - Percussions